# Мошино (Новгородская область)
Мошино — деревня в Демянском муниципальном районе Новгородской области.
Деревня Мошино, расположена северо западнее от деревни Хозюпино Демянского района Новгородской области. Деревня находится на возвышенности, дорога к деревне практически отсутствует. На данный момент жителей в деревне нет. В деревне четыре одноэтажных дома постройки конца XIX века, из красного кирпича. И развалины двухэтажного дома из красного кирпича. Электрическая подстанция из деревни демонтирована, колодцы обрушены. Одна из пословиц старожилов (Мошино, у чертей на гору сношено..)